# Alicja Tchórz
Alicja Tchórz, née le 13 août 1992 à Kalisz, est une nageuse polonaise, pratiquant le dos.

## Carrière
Aux championnats d'Europe de natation en petit bassin 2015, elle remporte la médaille d'argent du 100 mètres dos.
Sélectionnée pour les Jeux olympiques d'été de 2020, elle se retrouve contrainte de quitter Tokyo peu après son arrivée avec cinq autres nageurs de la délégation polonaise à cause d'une erreur administrative de la Fédération polonaise de natation qui les avaient inscrit en tant que nageur individuels alors qu'ils venaient participer à des relais.

## Palmarès

### Championnats d'Europe

#### En petit bassin
- Championnats d'Europe 2015 à Netanya (Israël) :
  -  Médaille d'argent du 100 mètres dos.